# Mulheres no serviço militar

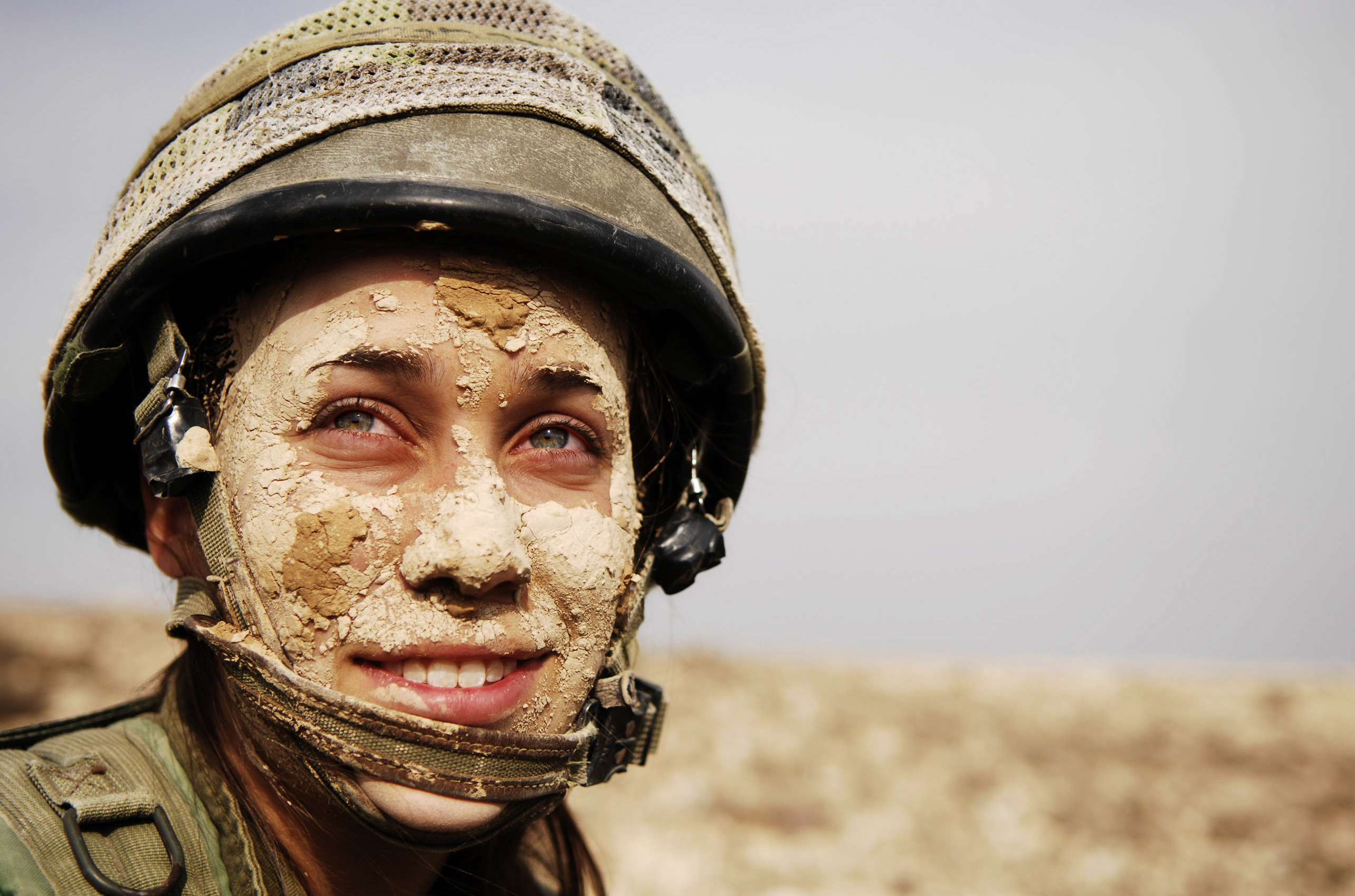
Soldado israelense com camuflagem facial de lama.

As mulheres no serviço militar desempenharam papéis significativamente diferentes nas forças armadas ao longo dos séculos. Em épocas anteriores, a maioria das culturas e dos Estados restringia severamente ou negava o acesso às forças armadas por vários motivos. A maior parte das mulheres envolvia-se como agregadas dos acampamentos militares, como vivandeiras e cantineiras, e também servindo como enfermeiras. As mulheres combatentes dividiam-se nas chefes guerreiras e nas mulheres-soldados; as primeiras geralmente eram da realeza ou amazonas, e as últimas quase sempre disfarçando-se para lutar ao lado dos homens. Exemplos históricos notáveis de mulheres militares são a santa Joana d'Arc na Guerra dos Cem Anos, a voluntária Maria Quitéria na Guerra de Independência do Brasil e a sniper Lyudmila Pavlichenko.
Apesar das restrições, a história militar contém exemplos individuais de mulheres que serviram ou lutaram em diversas funções nas forças armadas dos seus países. Em muitos casos, porém, as mulheres envolvidas só conseguiram fazê-lo disfarçando-se de homens. Uma das mais célebres mulheres a combater disfarçada foi Geneviève Prémoy que, usando da alcunha de Cavaleiro Balthasar, serviu com os dragões de Luís XIV em diversos combates no século XVII; notadamente no cerco de Valenciennes e na tomada de Lille, conquistando a indicação a porta-estandarte e, depois, a promoção a subtenente em 1676.
Hoje, a maioria dos países permite a entrada de mulheres nas suas forças armadas. Contudo, a maioria destes Estados ainda impõe restrições à participação nas hostilidades; servindo majoritariamente em funções de apoio. O recrutamento obrigatório de mulheres existe em alguns países, mais notadamente em Israel e na Coréia do Norte. Por causa da ascendência russa na Europa, a Noruega, a Suécia e a Dinamarca impuseram a conscrição às suas mulheres. Em 2024, a Marinha do Brasil iniciou o primeiro curso de mulheres fuzileiros navais no Centro de Instrução Almirante Milcíades Portela Alves (CIAMPA).

## História
Em diversos conflitos, como na Guerra Civil Americana, na Primeira e Segunda Guerras Mundiais, e em conflitos posteriores nos séculos XX e XXI, milhares de mulheres lutaram disfarçadas como homens ou em forças irregulares de guerrilha. Porém a maioria das mulheres que serviam com os militares nos últimos séculos o fizeram como médicas ou enfermeiras.

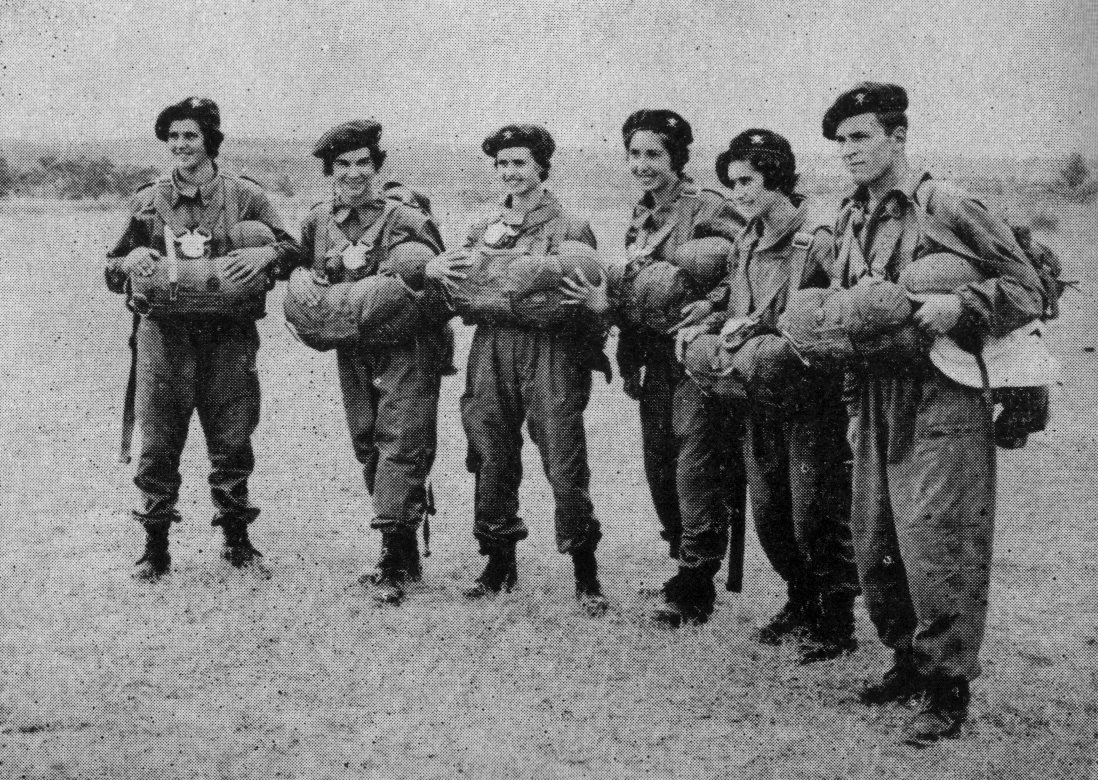
Mulheres do 1º Curso de Enfermeiras Paraquedistas, apelidadas de "Seis Marias" (uma vez que todas as integrantes se chamavam "Maria"), em 1961.

Apesar de todos os papéis desempenhados, das demonstrações de capacidade e valor e dos progressos feitos pela sociedade em prol da igualdade, ainda há muita resistência a ideia de mulheres no serviço militar, particularmente em papéis de combate, com o assunto seguindo controverso. Apenas recentemente (final do século XX e começo do XXI) que oficiais femininas tem tomado papéis mais proeminentes nas forças armadas mais modernas. Cada vez mais países aceitam mulheres em seus serviços militares enquanto o debate, ético e moral, continua. Em Portugal, as enfermeiras paraquedistas foram as primeiras mulheres a participar oficialmente num conflito armado, por iniciativa governamental. No total, 46 mulheres portuguesas concluíram o curso de Paraquedismo Militar e participaram na Guerra do Ultramar, entre 1961 e 1974, no tratamento de feridos e doentes, assim como no auxílio a civis.
No começo do século XXI, a esmagadora maioria dos países do Ocidente já aceitavam mulheres no serviço ativo de suas forças militares. Em cerca de oito países, existe conscrição para mulheres (China, Eritreia, Israel, Líbia, Malásia, Coreia do Norte, Peru e Taiwan). Até 2022, apenas três nações recrutavam mulheres e homens nas mesmas condições formais: Noruega, Suécia e Países Baixos. Alguns outros países têm leis que permitem o recrutamento de mulheres para as suas forças armadas, embora com algumas diferenças, tais como isenções de serviço, tempo de serviço e muito mais.
De acordo com a acadêmica Jennifer M. Silva, a maioria das mulheres que serviam em academias e campos militares nos Estados Unidos afirmavam que viam no serviço militar uma "oportunidade para serem fortes, assertivas e habilidosas" e também achavam que o serviço era "uma escapatória dos aspectos negativos da feminilidade tradicional". As candidatas na academia, em geral, também não reclamavam da qualidade do treinamento e nem se era duro demais, afirmando que o programa era bem "neutro". O estudo também afirma que as cadetes femininas eram "super vigilantes sobre seus status como mulheres fazendo tarefas vistas tradicionalmente como masculinas e constantemente se viam em uma posição que tinham que provar o quanto eram capazes".
Questões como agressão, assédio sexual e até estupro são problemas comuns que mulheres nos serviços militares enfrentam. Frequentemente, oficiais e o alto-comando são acusados de não se importarem ou de terem relutância em investigar tais denúncias. Um estudo feito em 2009 mostra que mulheres dentro das forças armadas tem um risco maior de serem estupradas do que na maioria das outras profissões. De acordo com um relatório militar dos Estados Unidos, cerca de 25% das mulheres em seu serviço afirmaram que já foram agredidas sexualmente, enquanto 80% disseram que já sofreram algum tipo de assédio sexual.

## Galeria

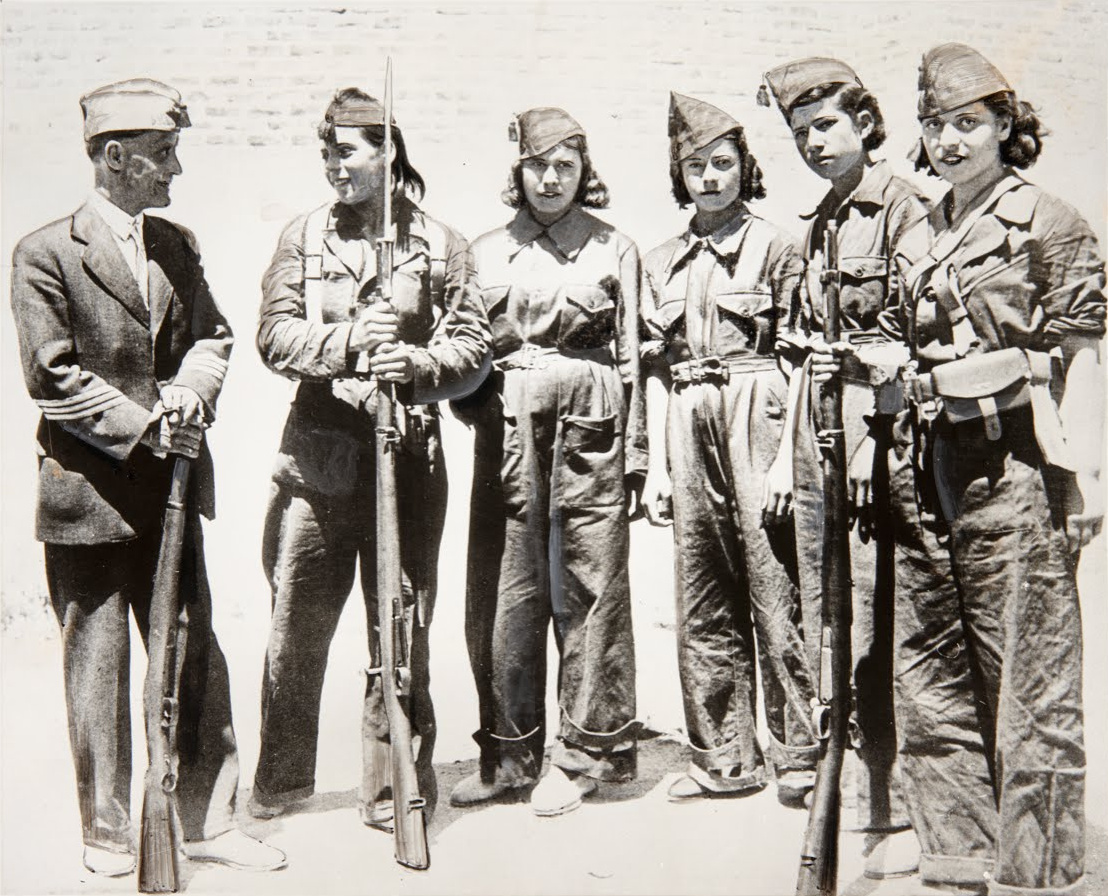
Mulheres soldados durante a Guerra Civil Espanhola, em 1936.
Uma enfermeira das Forças Canadenses cuidando de uma criança em El Salvador.
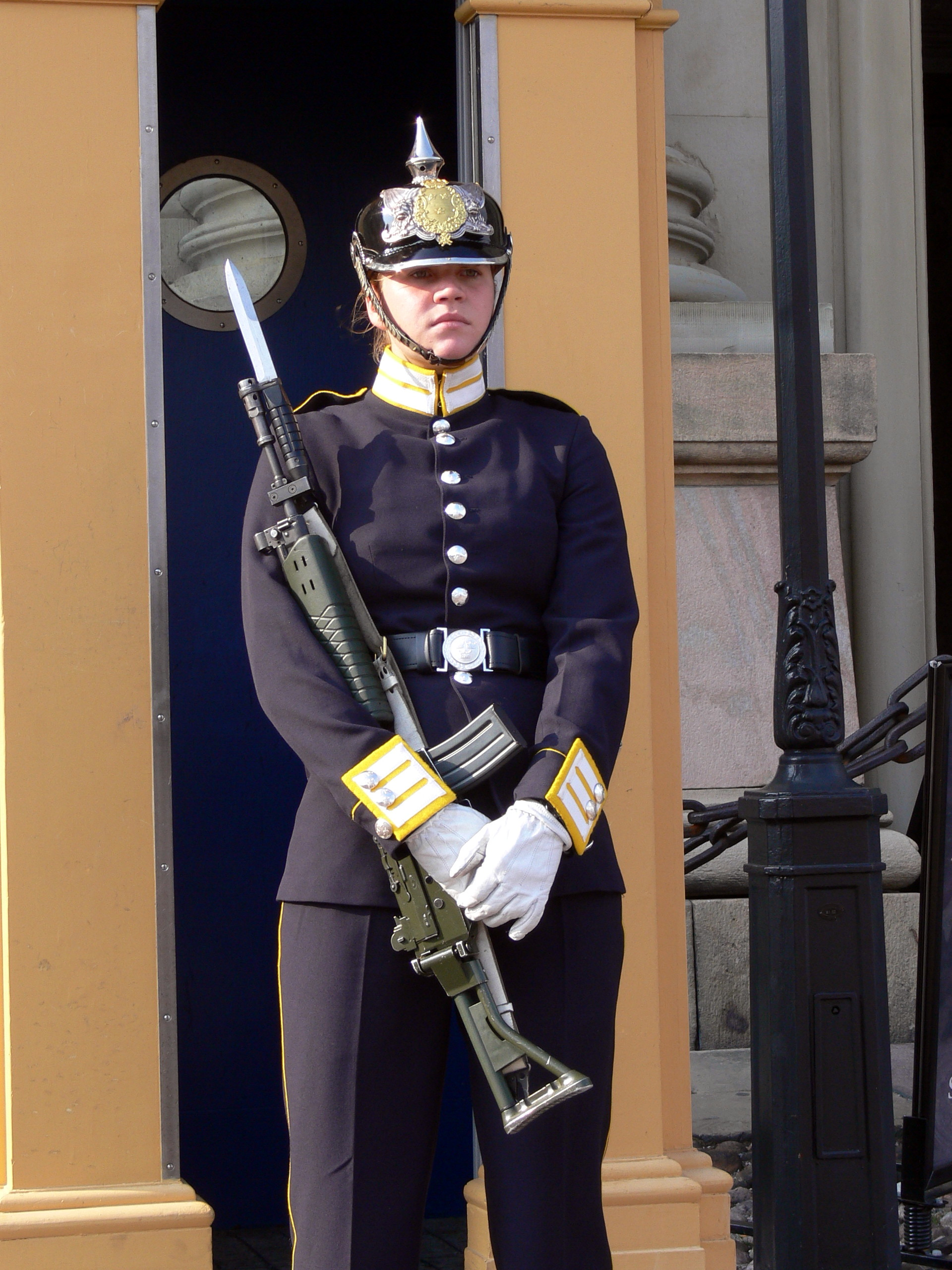
Uma militar da Guarda Sueca usando o Pickelhaube.
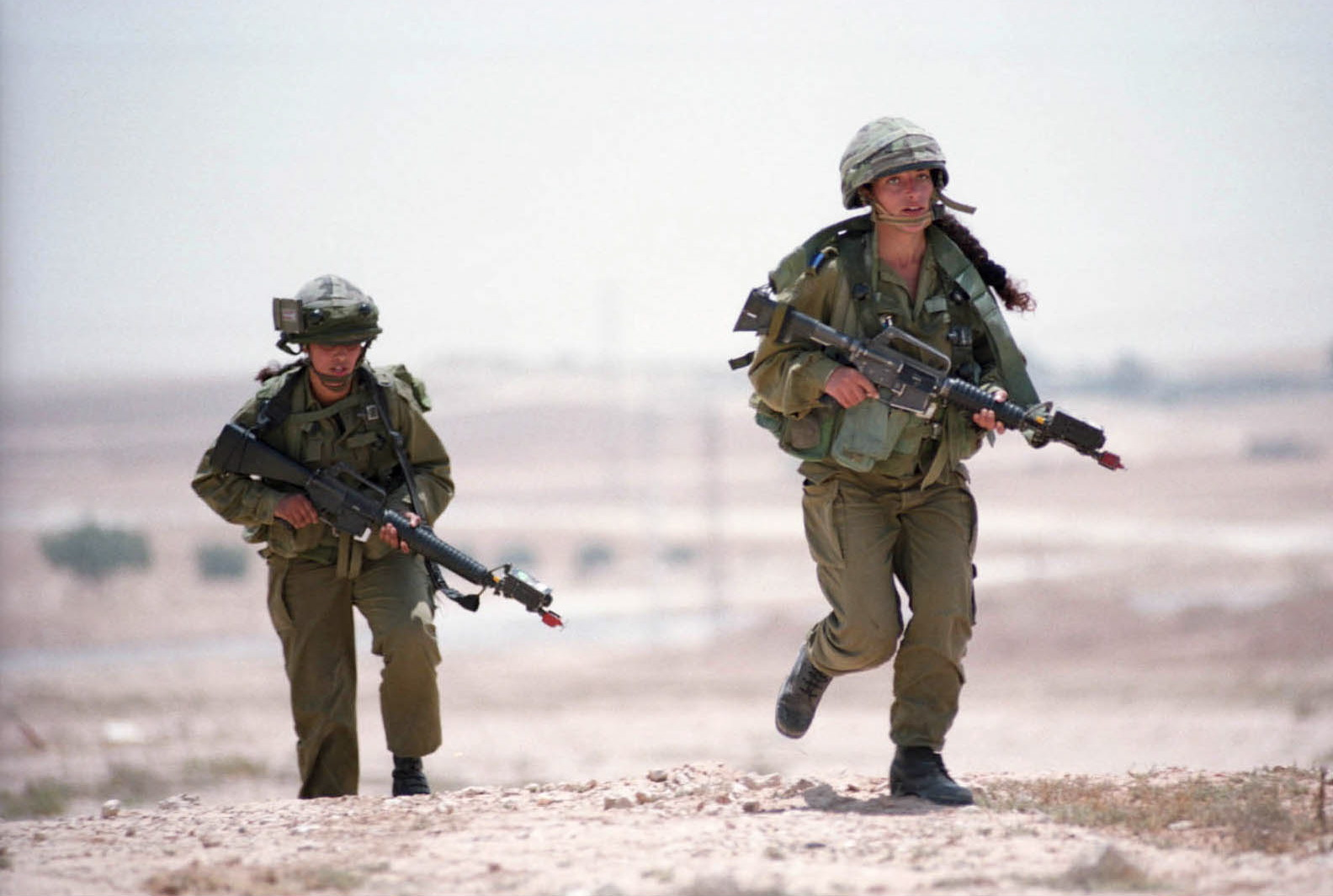
Soldados do exército israelense em treinamento.
Mulheres soldados marchando em um desfile militar no Cairo, Egito, 1955.
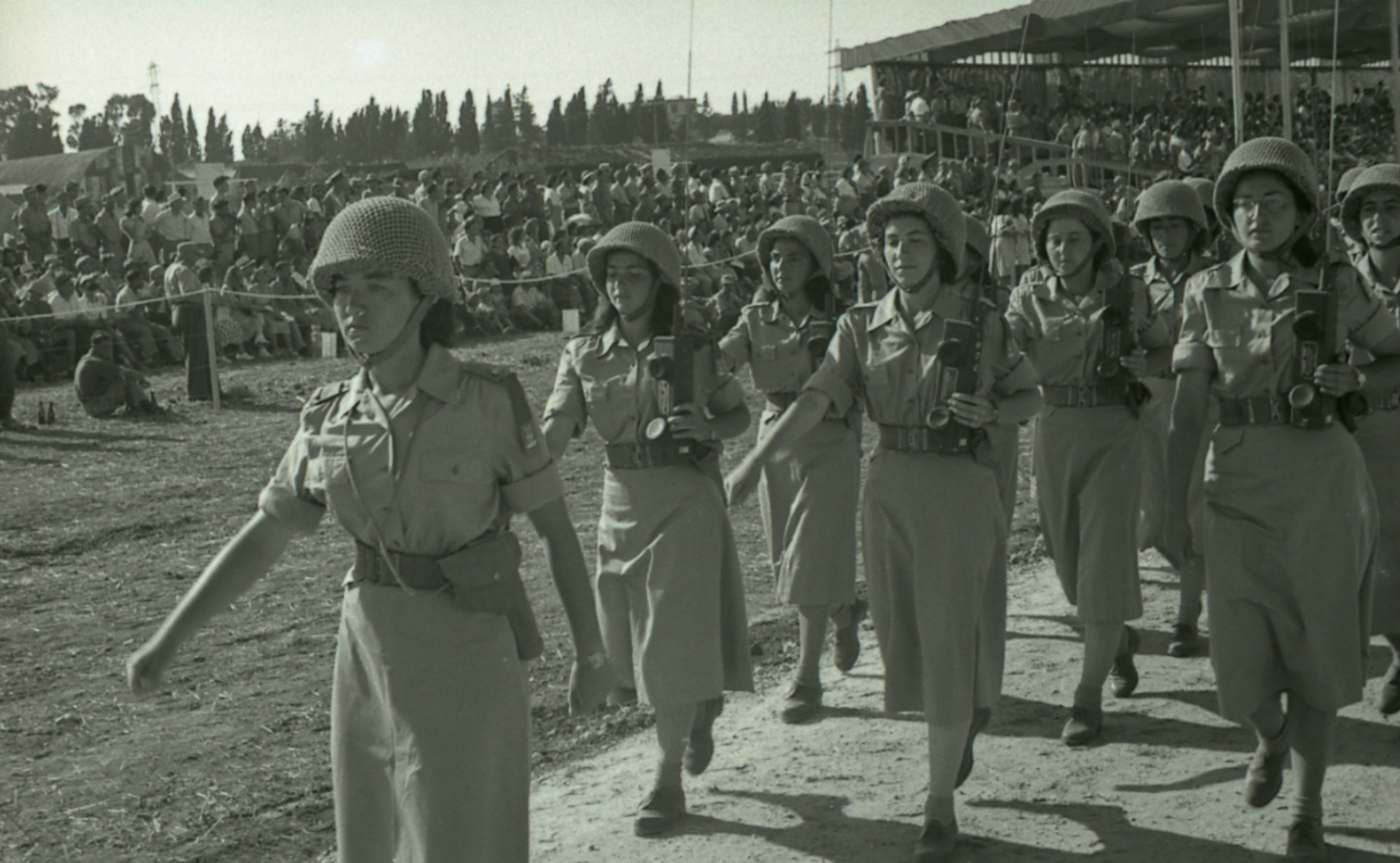
Soldados israelenses participam do primeiro desfile das FDI que ocorreu durante a segunda trégua na Guerra Árabe-Israelense de 1948.

### História
- Caire, Raymond (2002). A Mulher Militar: Das origens aos nossos dias. Col: General Benício. Traduzido por Joubert de Oliveira Brízida. Rio de Janeiro: Biblioteca do Exército Editora. 334 páginas. ISBN 978-8570113276
- Crowdy, Terry; Hook, Christa (2021). Napoleon's Women Camp Followers. Col: Men-at-Arms 538 (em inglês). Oxford: Osprey Publishing. 48 páginas. ISBN 978-1472841957

- Cook, Bernard, ed, (2006). Women and War: Historical Encyclopedia from Antiquity to the Present.
- Elshtain, Jean Bethke. Women and War (1995)
- Elshtain Jean, and Sheila Tobias, eds., Women, Militarism, and War (1990),
- Goldman, Nancy Loring ed. (1982). Female Soldiers--Combatants or Noncombatants? Historical and Contemporary Perspectives.
- Goldstein, Joshua S. . War and Gender: How Gender Shapes the War System and Vice Versa (2003)
- Hacker, Barton C. and Margaret Vining, eds. A Companion to Women's Military History  (2012) 625pp
- Hall, Richard H. Women on the Civil War battlefront (University Press of Kansas 2006).
- Jones, David. Women Warriors: A History, Brassey's, 1997
- Pennington, Reina, (2003). Amazons to Fighter Pilots: A Biographical Dictionary of Military Women.
- Salmonson, Jessica Amanda (1991). The Encyclopedia of Amazons: Women Warriors from Antiquity to the Modern Era. [S.l.]: Paragon House. ISBN 1-55778-420-5

### Segunda Guerra Mundial
- Biddiscombe, Perry, (2011). "Into the Maelstrom: German Women in Combat, 1944-45," War & Society (2011), 30#1 pp 61–89
- Bidwell, Shelford. The Women's Royal Army Corps (Londres, 1977)
- Campbell, D'Ann. Women at War with America: Private Lives in a Patriotic Era (Harvard University Press, 1984). on WW2
- Campbell, D'Ann. "Servicewomen of World War II", Armed Forces and Society (Win 1990) 16: 251-270.
- Campbell, D'Ann. "Women in Combat: The World War Two Experience in the United States, Great Britain, Germany, and the Soviet Union" Journal of Military History (Abril de 1993), 57:301-323. online edition em JSTOR
- Cottam, K. Jean Soviet Airwomen in Combat in World War II (Manhattan, KS: Military Affairs/Aerospace Historian Publishing, 1983)
- DeGroot G.J. "Whose Finger on the Trigger? Mixed Anti-Aircraft Batteries and the Female Combat Taboo," War in History, Volume 4, Number 4, December 1997, pp. 434–453
- Dombrowski, Nicole Ann. Women and War in the Twentieth Century: Enlisted With or Without Consent (1999)
- Dominé, Jean-François, (2008).  Les femmes au combat ; l'arme féminine de la France pendant la Seconde Guerre Mondiale
- Hagemann, Karen (2011). «Mobilizing Women for War: The History, Historiography, and Memory of German Women's War Service in the Two World Wars». Journal of Military History. 75 (3): 1055–1093
- Harfield, Alan (2005). «The Women's Auxiliary Corps (India)». Journal of the Society for Army Historical Research. 83 (335): 243–254
- Krylova, Anna, (2010). Soviet Women in Combat: A History of Violence on the Eastern Front.
- Morton, Alison. Military or civilians? The curious anomaly of the German Women's Auxiliary Services during the Second World War. 2012. ASIN B007JUR408
- Markwick, Roger D.  (2008). "A Sacred Duty": Red Army Women Veterans Remembering the Great Fatherland War, 1941-1945," Australian Journal of Politics & History, (2008), 54#3 pp. 403-420.
- Maubach, Franka; Satjukow, Silke. (2009). "Zwischen Emanzipation und Trauma: Soldatinnen im Zweiten Weltkrieg (Deutschland, Sowjetunion, USA)" Historische Zeitschrift, (Abril de 2009), Vol. 288 Issue 2, pp 347–384
- Merry, Lois K, (2010). Women Military Pilots of World War II: A History with Biographies of American, British, Russian and German Aviators.
- Pennington, Reina, (2007). Wings, Women & War: Soviet Airwomen in World War II Combat
- Pennington, Reina, (2010). "Offensive Women: Women in Combat in the Red Army in the Second World War" Journal of Military History, Julho de 2010, Vol. 74, p 775-820
- Pierson, Ruth Roach. (1986). They're Still Women After All: The Second World War and Canadian Womanhood.
- McBryde, Brenda. (1985). Quiet Heroines: Story of the Nurses of the Second World War
- Sarnecky, Mary T. (1999). A History of the U.S. Army Nurse Corps
- Schwarzkopf, Jutta (2009). «Combatant or Non-Combatant? The Ambiguous Status of Women in British Anti-Aircraft Batteries during the Second World War». War & Society. 28 (2): 105–131. doi:10.1179/072924709793054642
- Toman, Cynthia, (2007). An Officer and a Lady: Canadian Military Nursing and the Second World War.
- Treadwell, Mattie E. (1954). United States Army in World War II: Special Studies: The Women's Army Corps. the standard history; part of the Army "Green series" online free
- Williamson, Gordon, (2003). World War II German Women's Auxiliary Services

### Recentes
- Campbell, D'Ann. (2012) "Almost Integrated? American Servicewomen and Their International Sisters Since World War II" in  A Companion to Women's Military History ed by Barton C. Hacker and Margaret Vining pp 291–330
- Carreiras, Helena. Gender and the military: women in the armed forces of Western democracies (New York: Routledge, 2006)
- Carreiras, Helena and Gerhard Kammel (eds.) Women in the Military and in Armed Conflict (2008) excerpt and text search
- Dandeker, Christopher, and Mady Wechsler Segal. "Gender integration in armed forces: recent policy developments in the United Kingdom" Armed Forces & Society 23#1 (Fall 1996): 29-47.
- Eulriet, Irène. Women and the military in Europe: comparing public cultures (New York:  Palgrave Macmillan. 2009)
- Frampton, James Scott The Influence of Attitudes and Morale on the Performance of Active-Duty United States Marine Corps Female Security Guards (2011)
- Frank, Nathaniel et al. eds. Gays in foreign militaries 2010: A global primer (Santa Barbara, CA: Palm Center, 2010)
- Herbert, Melissa S. Camouflage Isn't Only for Combat: Gender, Sexuality, and Women in the Military (New York U. Press, 1998)
- Holm, Jeanne M. (1993). Women in the Military: An Unfinished Revolution. [S.l.: s.n.]
- Lemmon, Gayle Tzemach. Ashley's War: The Untold Story of a Team of Women Soldiers on the Special Ops Battlefield (HarperCollins, 2015)
- Skaine, Rosemarie. Women at War: Gender Issues of Americans in Combat. McFarland, 1999.

### Periódicos
- Fasting, Kari e Trond Svela Sand eds., (2010). "Gender and Military Issues - A Categorized Research Bibliography." Moving Soldiers - Soldaten i bevegelse 01/2010. ISSN 1891-8751.
- Sand, Trond Svela e Kari Fasting eds., (2012), "Gender and Military Issues in the Scandinavian Countries - A Categorized Research Bibliography." Moving Soldiers - Soldaten i bevegelse 01/2012. ISSN 1891-8751.
- Garcia, Sarah (1999). «Military women in the NATO armed forces». Minerva: Quarterly Report on Women and the Military. 17 (2): 33–82
- Gill, Ritu; Febbraro, Angela R. (2013). «Experiences and perceptions of sexual harassment in the Canadian Forces Combat Arms». Violence against women. 19 (2): 269–287. doi:10.1177/1077801213478140
- Goldman, Nancy. "The Changing Role of Women in the Armed Forces." American Journal Of Sociology 1973 78(4): 892-911. ISSN 0002-9602 online em Jstor
- Brownson, Connie (2014). «"Rejecting Patriarchy for Equivalence in the US Military A Response to Anthony King's "Women Warriors: Female Accession to Ground Combat"». Armed Forces & Society. 40 (4): 765–788
- Archer, Emerald M (2013). «The Power of Gendered Stereotypes in the US Marine Corps». Armed Forces & Society. 39 (2): 359–391. doi:10.1177/0095327x12446924
- Booth, Bradford (2003). «Contextual Effects of Military Presence on Women's Earnings». Armed Forces & Society. 30: 25–51. doi:10.1177/0095327x0303000102
- Cooney;  et al. (2003). «Racial Differences in the Impact of Military Service on the Socioeconomic Status of Women Veterans». Armed Forces & Society. 30: 53–85. doi:10.1177/0095327x0303000103
- Dar, Yechezkel; Kimhi, Shaul (2004). «Youth in the Military: Gendered Experiences in the Conscript Service in the Israeli Army». Armed Forces & Society. 30: 433–459. doi:10.1177/0095327x0403000306
- Iskra, Darlene (2007). «Attitudes toward Expanding Roles for Navy Women at Sea: Results of a Content Analysis». Armed Forces & Society. 33: 203–223. doi:10.1177/0095327x06287883
- Mitchell, Brian. 1998. Women in the Military: Flirting with Disaster. Washington, D.C.: Regnery Publishing. xvii, 390 ISBN 0-89526-376-9
- Moore, Brenda (1991). «African American Women in the U.S. Military». Armed Forces & Society. 17: 363–384. doi:10.1177/0095327x9101700303